# مایکل الکساندر (دیپلمات)
مایکل الکساندر (انگلیسی: Michael Alexander; ۱۹ ژوئن ۱۹۳۶ – ۱ ژوئن ۲۰۰۲) ورزشکار شمشیربازی اهل بریتانیا بود.
وی در مسابقات کشوری و بین‌المللی در مجموع برندهٔ ۱ مدال نقره شده‌است.